# SDSS J143553.25+112948.6
SDSS J143553.25+112948.6 ist ein Objekt im Sternbild Bärenhüter, das ungefähr Spektralklasse T2 aufweist. Es wurde im Jahr 2006 von Chiu et al. durch die Analyse der Daten des Sloan Digital Sky Survey als Brauner Zwerg identifiziert. Eine jüngere Untersuchung deutet darauf hin, dass es sich um ein Doppelsystem handeln könnte.